# Nicholas Rowe (ator)
Nicholas James Sebastian Rowe (Edimburgo, 22 de novembro de 1966) é um ator britânico.

## Biografia
Escocês de nascimento, ficou famoso mundialmente pela atuação do personagem protagonista em Young Sherlock Holmes, quando fez o papel do jovem Sherlock Holmes.
Formado em Bachelor of Arts na Universidade de Bristol, sua opção pela carreira de ator já teria ocorrida na juventude, quando ainda estudante da Eton College, já atuava em peças teatrais escolares.
Consagrado nos teatros de Londres, sua carreira cinematográfica começou em 1984, no filme Another Country. Também trabalhou em Lock, Stock and Two Smoking Barrels, Enigma, Nicholas Nickleby, Seed of Chucky, Mr. Holmes.
Além do teatro e cinema, também atua na televisão, onde já participou de séries como The Last Kingdom, Da Vinci's Demons entre outras.

## Televisão
- 2022 - A Spy Among Friends[4]

## Ligação externa
- Nicholas Rowe. no IMDb.